# جورج لين (ممثل)
جورج لين (بالإنجليزية: George Lynn)‏ هو ممثل أمريكي، ولد في 28 يناير 1906 في الولايات المتحدة، وتوفي في 3 ديسمبر 1964.

## أعمال

### أفلام
- (1940) الديكتاتور العظيم[4][5]

## وصلات خارجية
- جورج لين على موقع IMDb (الإنجليزية)
- جورج لين على موقع ألو سيني (الفرنسية)
- جورج لين على موقع أول موفي (الإنجليزية)
- جورج لين على موقع قاعدة بيانات الأفلام السويدية (السويدية)
- جورج لين على موقع قاعدة بيانات الفيلم (الإنجليزية)
- جورج لين على موقع كينوبويسك (الروسية)